# ووها (إندونيسيا)
ووها (بالإنجليزية: Woha, Indonesia)‏ هي district of Indonesia تقع في إندونيسيا في Bima Regency.